# Hammerfall/Diskografie
Diese Diskografie ist eine Übersicht über die musikalischen Werke der schwedischen Power-Metal-Band Hammerfall. Den Schallplattenauszeichnungen zufolge hat sie bisher mehr als 110.000 Tonträger verkauft. Ihre erfolgreichste Veröffentlichung ist das Studioalbum Renegade mit über 40.000 verkauften Einheiten.

## Alben

### Studioalben
| Jahr | Titel Musiklabel                                        | Höchstplatzierung, Gesamtwochen, AuszeichnungChartplatzierungen (Jahr, Titel, Musiklabel, Platzierungen, Wochen, Auszeichnungen, Anmerkungen) | Höchstplatzierung, Gesamtwochen, AuszeichnungChartplatzierungen (Jahr, Titel, Musiklabel, Platzierungen, Wochen, Auszeichnungen, Anmerkungen) | Höchstplatzierung, Gesamtwochen, AuszeichnungChartplatzierungen (Jahr, Titel, Musiklabel, Platzierungen, Wochen, Auszeichnungen, Anmerkungen) | Höchstplatzierung, Gesamtwochen, AuszeichnungChartplatzierungen (Jahr, Titel, Musiklabel, Platzierungen, Wochen, Auszeichnungen, Anmerkungen) | Anmerkungen                                                                                            |
| Jahr | Titel Musiklabel                                        | DE | AT | CH | SE | Anmerkungen                                                                                            |
| ---- | ------------------------------------------------------- | --- | --- | --- | --- | --- |
| 1997 | Glory to the Brave Nuclear Blast (NB)                   | DE38 (7 Wo.)DE | AT40 (3 Wo.)AT | — | — | Erstveröffentlichung: 27. Juni 1997                                                                    |
| 1998 | Legacy of Kings Nuclear Blast (NB)                      | DE15 (4 Wo.)DE | AT34 (2 Wo.)AT | — | SE15 (4 Wo.)SE | Erstveröffentlichung: 28. September 1998                                                               |
| 2000 | Renegade Nuclear Blast (NB)                             | DE17 (5 Wo.)DE | AT43 (1 Wo.)AT | CH72 (2 Wo.)CH | SE1 Gold · (9 Wo.)SE | Erstveröffentlichung: 9. Oktober 2000 Verkäufe: + 40.000 Wiederveröffentlichung: 2021 als Renegade 2.0 |
| 2002 | Crimson Thunder Nuclear Blast (NB)                      | DE13 (5 Wo.)DE | AT65 (1 Wo.)AT | CH83 (1 Wo.)CH | SE3 Gold · (10 Wo.)SE | Erstveröffentlichung: 28. Oktober 2002 Verkäufe: + 30.000                                              |
| 2005 | Chapter V: Unbent, Unbowed, Unbroken Nuclear Blast (NB) | DE12 (4 Wo.)DE | AT36 (4 Wo.)AT | CH39 (3 Wo.)CH | SE4 (12 Wo.)SE | Erstveröffentlichung: 4. März 2005                                                                     |
| 2006 | Threshold Nuclear Blast (NB)                            | DE15 (5 Wo.)DE | AT30 (3 Wo.)AT | CH32 (4 Wo.)CH | SE1 (8 Wo.)SE | Erstveröffentlichung: 18. Oktober 2006                                                                 |
| 2009 | No Sacrifice, No Victory Nuclear Blast (NB)             | DE7 (6 Wo.)DE | AT25 (4 Wo.)AT | CH20 (5 Wo.)CH | SE2 Gold · (11 Wo.)SE | Erstveröffentlichung: 20. Februar 2009 Verkäufe: + 20.000                                              |
| 2011 | Infected Nuclear Blast (NB)                             | DE9 (4 Wo.)DE | AT17 (3 Wo.)AT | CH21 (5 Wo.)CH | SE2 (9 Wo.)SE | Erstveröffentlichung: 20. Mai 2011                                                                     |
| 2014 | (r)Evolution Nuclear Blast (NB)                         | DE4 (4 Wo.)DE | AT13 (3 Wo.)AT | CH5 (4 Wo.)CH | SE1 (6 Wo.)SE | Erstveröffentlichung: 27. August 2014                                                                  |
| 2016 | Built to Last Napalm Records (NR)                       | DE8 (4 Wo.)DE | AT19 (2 Wo.)AT | CH15 (2 Wo.)CH | SE6 (1 Wo.)SE | Erstveröffentlichung: 4. November 2016                                                                 |
| 2019 | Dominion Napalm Records (NR)                            | DE4 (5 Wo.)DE | AT11 (2 Wo.)AT | CH2 (3 Wo.)CH | SE2 (1 Wo.)SE | Erstveröffentlichung: 16. August 2019                                                                  |
| 2022 | Hammer of Dawn Napalm Records (NR)                      | DE5 (4 Wo.)DE | AT14 (2 Wo.)AT | CH9 (5 Wo.)CH | SE4 (1 Wo.)SE | Erstveröffentlichung: 25. Februar 2022                                                                 |
| 2024 | Avenge the Fallen Nuclear Blast (NB)                    | DE3 (2 Wo.)DE | AT10 (2 Wo.)AT | CH2 (4 Wo.)CH | SE1 (1 Wo.)SE | Erstveröffentlichung: 9. August 2024                                                                   |

### Livealben
| Jahr | Titel Musiklabel                            | Höchstplatzierung, Gesamtwochen, AuszeichnungChartplatzierungen (Jahr, Titel, Musiklabel, Platzierungen, Wochen, Auszeichnungen, Anmerkungen) | Höchstplatzierung, Gesamtwochen, AuszeichnungChartplatzierungen (Jahr, Titel, Musiklabel, Platzierungen, Wochen, Auszeichnungen, Anmerkungen) | Höchstplatzierung, Gesamtwochen, AuszeichnungChartplatzierungen (Jahr, Titel, Musiklabel, Platzierungen, Wochen, Auszeichnungen, Anmerkungen) | Höchstplatzierung, Gesamtwochen, AuszeichnungChartplatzierungen (Jahr, Titel, Musiklabel, Platzierungen, Wochen, Auszeichnungen, Anmerkungen) | Anmerkungen                             |
| Jahr | Titel Musiklabel                            | DE | AT | CH | SE | Anmerkungen                             |
| ---- | ------------------------------------------- | --- | --- | --- | --- | --------------------------------------- |
| 2003 | One Crimson Night Nuclear Blast (NB)        | DE58 (1 Wo.)DE | — | — | SE15 (5 Wo.)SE | Erstveröffentlichung: 20. Oktober 2003  |
| 2012 | Gates of Dalhalla Nuclear Blast (NB)        | DE73 (1 Wo.)DE | — | — | — | Erstveröffentlichung: 30. November 2012 |
| 2020 | Live! Against the World Napalm Records (NR) | DE14 (1 Wo.)DE | AT56 (1 Wo.)AT | — | SE16 (1 Wo.)SE | Erstveröffentlichung: 23. Oktober 2020  |

### Kompilationen
| Jahr | Titel Musiklabel                                         | Höchstplatzierung, Gesamtwochen, AuszeichnungChartplatzierungen (Jahr, Titel, Musiklabel, Platzierungen, Wochen, Auszeichnungen, Anmerkungen) | Höchstplatzierung, Gesamtwochen, AuszeichnungChartplatzierungen (Jahr, Titel, Musiklabel, Platzierungen, Wochen, Auszeichnungen, Anmerkungen) | Höchstplatzierung, Gesamtwochen, AuszeichnungChartplatzierungen (Jahr, Titel, Musiklabel, Platzierungen, Wochen, Auszeichnungen, Anmerkungen) | Höchstplatzierung, Gesamtwochen, AuszeichnungChartplatzierungen (Jahr, Titel, Musiklabel, Platzierungen, Wochen, Auszeichnungen, Anmerkungen) | Anmerkungen                            |
| Jahr | Titel Musiklabel                                         | DE | AT | CH | SE | Anmerkungen                            |
| ---- | -------------------------------------------------------- | --- | --- | --- | --- | -------------------------------------- |
| 2007 | Steel Meets Steel: Ten Years of Glory Nuclear Blast (NB) | DE53 (2 Wo.)DE | AT38 (2 Wo.)AT | CH51 (2 Wo.)CH | SE15 (6 Wo.)SE | Erstveröffentlichung: 12. Oktober 2007 |
| 2008 | Masterpieces Nuclear Blast (NB)                          | DE69 (1 Wo.)DE | — | CH38 (3 Wo.)CH | — | Erstveröffentlichung: 27. Juni 2008    |

## Singles
| Jahr | Titel Album                                             | Höchstplatzierung, Gesamtwochen, AuszeichnungChartplatzierungen (Jahr, Titel, Album, Platzierungen, Wochen, Auszeichnungen, Anmerkungen) | Höchstplatzierung, Gesamtwochen, AuszeichnungChartplatzierungen (Jahr, Titel, Album, Platzierungen, Wochen, Auszeichnungen, Anmerkungen) | Höchstplatzierung, Gesamtwochen, AuszeichnungChartplatzierungen (Jahr, Titel, Album, Platzierungen, Wochen, Auszeichnungen, Anmerkungen) | Höchstplatzierung, Gesamtwochen, AuszeichnungChartplatzierungen (Jahr, Titel, Album, Platzierungen, Wochen, Auszeichnungen, Anmerkungen) | Anmerkungen                                                            |
| Jahr | Titel Album                                             | DE | AT | CH | SE | Anmerkungen                                                            |
| ---- | ------------------------------------------------------- | --- | --- | --- | --- | ---------------------------------------------------------------------- |
| 1997 | Glory to the Brave                                      | — | — | — | — | Erstveröffentlichung: 20. Oktober 1997                                 |
| 1998 | Heeding the Call Legacy of Kings                        | DE48 (4 Wo.)DE | — | — | — | Erstveröffentlichung: 3. August 1998                                   |
| 1998 | At the End of the Rainbow Legacy of Kings               | DE75 (1 Wo.)DE | — | — | — | Erstveröffentlichung: 28. September 1998                               |
| 1999 | I Want Out –                                            | — | — | — | SE55 (2 Wo.)SE | Erstveröffentlichung: 2. August 1999 Coverversion, Original: Helloween |
| 2000 | Renegade                                                | DE89 (1 Wo.)DE | — | — | SE17 (8 Wo.)SE | Erstveröffentlichung: 31. August 2000                                  |
| 2000 | Always Will Be Renegade                                 | — | — | — | SE50 (5 Wo.)SE | Erstveröffentlichung: 27. November 2000                                |
| 2002 | Hearts on Fire Crimson Thunder                          | DE89 (4 Wo.)DE | — | — | SE11 (15 Wo.)SE | Erstveröffentlichung: 23. September 2002                               |
| 2005 | Blood Bound Chapter V: Unbent, Unbowed, Unbroken        | DE54 (4 Wo.)DE | — | CH85 (2 Wo.)CH | SE5 (11 Wo.)SE | Erstveröffentlichung: 28. Januar 2005                                  |
| 2006 | The Fire Burns Forever Threshold                        | — | — | — | — | Erstveröffentlichung: 6. August 2006                                   |
| 2006 | Natural High Threshold                                  | DE79 (2 Wo.)DE | AT71 (1 Wo.)AT | CH83 (1 Wo.)CH | SE6 (6 Wo.)SE | Erstveröffentlichung: 22. September 2006                               |
| 2007 | Last Man Standing Steel Meets Steel: Ten Years of Glory | — | — | — | — | Erstveröffentlichung: 14. September 2007                               |
| 2011 | One More Time Infected                                  | — | — | — | SE— GoldSE | Erstveröffentlichung: 6. April 2011 Verkäufe: + 20.000                 |
| 2011 | Send Me a Sign Infected                                 | — | — | — | — | Erstveröffentlichung: 6. Mai 2011                                      |
| 2011 | B.Y.H. Infected                                         | — | — | — | — | Erstveröffentlichung: 19. August 2011                                  |
| 2014 | Bushido (r)Evolution                                    | — | — | — | — | Erstveröffentlichung: 25. Juli 2014                                    |
| 2019 | (We Make) Sweden Rock Dominion                          | — | — | — | — | Erstveröffentlichung: 3. Mai 2019                                      |
| 2019 | One Against the World Dominion                          | — | — | — | — | Erstveröffentlichung: 27. Juni 2019                                    |
| 2019 | Dominion                                                | — | — | — | — | Erstveröffentlichung: 1. August 2019                                   |
| 2020 | Second to One Dominion                                  | — | — | — | — | Erstveröffentlichung: 3. Januar 2020 feat. Noora Louhimo               |
| 2020 | Never Forgive, Never Forget Dominion                    | — | — | — | — | Erstveröffentlichung: 11. August 2020                                  |
| 2020 | Keep the Flame Burning Dominion                         | — | — | — | — | Erstveröffentlichung: 21. September 2020                               |
| 2021 | Hammer of Dawn Avenge the Fallen                        | — | — | — | — | Erstveröffentlichung: 1. Dezember 2021                                 |
| 2021 | Venerate Me Avenge the Fallen                           | — | — | — | — | Erstveröffentlichung: 20. Januar 2022                                  |
| 2021 | Hammer of Dawn Avenge the Fallen                        | — | — | — | — | Erstveröffentlichung: 23. Februar 2022                                 |
| 2024 | Hail to the King Avenge the Fallen                      | — | — | — | — | Erstveröffentlichung: 25. April 2024                                   |
| 2024 | Freedom Avenge the Fallen                               | — | — | — | — | Erstveröffentlichung: 3. Juli 2024                                     |

## Videoalben
| Jahr | Titel Musiklabel                                                          | Höchstplatzierung, Gesamtwochen, AuszeichnungChartplatzierungen (Jahr, Titel, Musiklabel, Platzierungen, Wochen, Auszeichnungen, Anmerkungen) | Höchstplatzierung, Gesamtwochen, AuszeichnungChartplatzierungen (Jahr, Titel, Musiklabel, Platzierungen, Wochen, Auszeichnungen, Anmerkungen) | Höchstplatzierung, Gesamtwochen, AuszeichnungChartplatzierungen (Jahr, Titel, Musiklabel, Platzierungen, Wochen, Auszeichnungen, Anmerkungen) | Höchstplatzierung, Gesamtwochen, AuszeichnungChartplatzierungen (Jahr, Titel, Musiklabel, Platzierungen, Wochen, Auszeichnungen, Anmerkungen) | Anmerkungen                             |
| Jahr | Titel Musiklabel                                                          | DE | AT | CH | SE | Anmerkungen                             |
| ---- | ------------------------------------------------------------------------- | --- | --- | --- | --- | --------------------------------------- |
| 1999 | The First Crusade Nuclear Blast (NB)                                      | — | — | — | — | Erstveröffentlichung: 1999              |
| 2002 | The Templar Renegade Crusade Nuclear Blast (NB)                           | — | — | — | — | Erstveröffentlichung: 3. Juni 2002      |
| 2003 | One Crimson Night Nuclear Blast (NB)                                      | — | — | — | — | Erstveröffentlichung: 20. Oktober 2003  |
| 2008 | Rebels With a Cause: Unruly, Unrestrained, Uninhibited Nuclear Blast (NB) | DE81 a (1 Wo.)DE | — | CH4 (1 Wo.)CH | SE15 (11 Wo.)SE | Erstveröffentlichung: 27. Juni 2008     |
| 2012 | Gates of Dalhalla Nuclear Blast (NB)                                      | — | — | CH7 (1 Wo.)CH | — | Erstveröffentlichung: 30. November 2012 |

## Boxsets
| Jahr | Titel Musiklabel                               | Anmerkungen                |
| ---- | ---------------------------------------------- | -------------------------- |
| 2008 | The Vinyl Single Collection Nuclear Blast (NB) | Erstveröffentlichung: 2008 |

## Statistik

### Chartauswertung
|                     | DE     | AT     | CH     | SE     |
| ------------------- | ------ | ------ | ------ | ------ |
| Nummer-eins-Alben   | DE—DE  | AT—AT  | CH—CH  | SE4SE  |
| Top-10-Alben        | DE7DE  | AT1AT  | CH3CH  | SE11SE |
| Alben in den Charts | DE19DE | AT15AT | CH13CH | SE14SE |

|                       | DE    | AT    | CH    | SE    |
| --------------------- | ----- | ----- | ----- | ----- |
| Nummer-eins-Singles   | DE—DE | AT—AT | CH—CH | SE—SE |
| Top-10-Singles        | DE—DE | AT—AT | CH—CH | SE2SE |
| Singles in den Charts | DE6DE | AT1AT | CH2CH | SE6SE |

|                          | DE    | AT    | CH    | SE    |
| ------------------------ | ----- | ----- | ----- | ----- |
| Nummer-eins-Videoalben   | DE—DE | AT—AT | CH—CH | SE—SE |
| Top-10-Videoalben        | DE—DE | AT—AT | CH2CH | SE—SE |
| Videoalben in den Charts | DE—DE | AT—AT | CH2CH | SE1SE |

### Auszeichnungen für Musikverkäufe
Anmerkung: Auszeichnungen in Ländern aus den Charttabellen bzw. Chartboxen sind in ebendiesen zu finden.
| Land/RegionAuszeichnungen für Musikverkäufe (Land/Region, Auszeichnungen, Verkäufe, Quellen) | Gold     | Platin | Verkäufe | Quellen                  |
| -------------------------------------------------------------------------------------------- | -------- | ------ | -------- | ------------------------ |
| Schweden (IFPI)                                                                              | 4× Gold4 | —      | 110.000  | sverigetopplistan.se SE2 |
| Insgesamt                                                                                    | 4× Gold4 | —      |          |                          |